# Гродский, Олег Георгиевич
Олег Георгиевич Гродский (26 июля 1909 — 28 апреля 1975) — советский инженер, конструктор паровых турбин. Лауреат Ленинской премии.

## Биография
Родился в Санкт-Петербурге.
Работал чертежником, конструктором на заводе в Подольске (1928—1930), в Ленинграде на металлическом (1930—1934) и машиностроительном (1934—1935) заводах.
В 1937 году окончил заочный котлотурбинный институт при Ленинградском политехническом институте.
С 1935 года снова работал на Ленинградском металлическом заводе, последняя должность — руководитель конструкторской группы отдела паровых и газовых турбин. Во время войны — в эвакуации в Верхней Салде Свердловской области.
Похоронен на Серафимовском кладбище Санкт-Петербурга.

## Научная деятельность
Участвовал в освоении закупленных по лицензии паровых турбин фирмы «Метрополитен-Виккерс», в создании первых советских турбин мощностью 50 и 100 МВт.
Один из создателей проекта серии турбин высокого давления и уникальной турбины типа СВК-150.

## Награды и звания
Ленинская премия 1963 года — за участие в создании паровой турбины ПВК-200-130 мощностью 200000 кВт на заданные параметры.

## Семья
Сын — Георгий Олегович Гродский (р. 01.09.1933), доктор технических наук.